# Ceylonmakropod
Ceylonmakropod (Belontia signata) är en fiskart som först beskrevs av Günther, 1861.  Ceylonmakropod ingår i släktet Belontia och familjen Osphronemidae. Inga underarter finns listade i Catalogue of Life.